# Tenkū no Escaflowne
Tenkū no Esukafurōne (天空のエスカフローネ lit. Escaflowne del cielo?), conocida en Hispanoamérica como La visión de Escaflowne, es una serie de anime producida por Sunrise, originalmente emitida en Japón entre el 2 de abril y el 24 de septiembre de 1996. La serie inspiraría dos series de manga y una película animada. Sin embargo, la serie de manga debutó antes que el anime en sí, debido al largo proceso de preproducción de esta última.[cita requerida]
La historia es una mezcla de literatura de diferentes culturas, bebiendo incluso del pasado mitológico de la humanidad. La música, compuesta por Yōko Kanno y Mizoguchi Hajime, incorpora elementos como la coral occidental y el electro-pop. La serie marcó el debut anime (en un papel principal) de Maaya Sakamoto en la voz de la personaje principal Hitomi Kanzaki y cantante de la canción de apertura Yakusoku wa Iranai.
Sumado a la publicación regular, la ahora desaparecida marca de Bandai, Anime Village, también publicó una versión estadounidense de la así llamada Special Edition que Bandai Visual creó en Japón. Era todo el arco de la historia de 26 episodios editado en tres cintas VHS en 1996-1997. En 1999, fue transmitida en México por la cadena TV Azteca 7 con el nombre de La visión de Escaflowne. Ese mismo año, Anime Village sacó al mercado una edición en Norteamérica titulada Vision of Escaflowne Best Collection. Escaflowne se emitió brevemente en la cadena Fox Kids de Estados Unidos, en otra versión editada entre agosto y octubre de 2000, pero fue cancelada. Dicha versión fue modificada para encajar en los gustos de adolescentes, y ha sido apodada Foxcaflowne. Una versión de 23 episodios, fuertemente cortada de contenidos y tiempo, y con una secuencia de títulos distinta, se emitió varias veces en el canal Fox Kids en el Reino Unido. También se emitió la serie en Chile en el año 1999 por el canal de cable ETC y a fines del año 2000 a través de la cadena estatal TVN. La Visión de Escaflowne también se emitió en YTV de Canadá bajo el título Escaflowne. En España fue estrenada por primera vez en VHS en 1998 por Selecta Vision, debido a su gran éxito en dicho país empezaron a emitirlo en la televisión, en 2001 fue emitida en El 33 doblada en catalán y después fue distribuida en DVD que incluía castellano, catalán y japonés con subtítulo. Ese mismo año, en el mes de mayo fue estrenada en el canal de cable argentino Magic Kids.
La serie de 26 partes no editada ha sido publicada desde entonces en paquetes de DVD de Estados Unidos y el Reino Unido, ofreciendo una opción de versiones dobladas y subtituladas, las cuales son las que se han utilizado para publicar en otros países, como es en el caso de España. TokyoPop publicó el manga en inglés.

## Argumento
Hitomi Kanzaki es una estudiante de secundaria promedio. Además de ser una excelente atleta, también es portadora de un poder excepcional para vislumbrar el futuro de los demás a través de una baraja del tarot y últimamente ha tenido visiones extrañas de personas y seres fantásticos. Un día mientras corre en la pista del colegio tras las clases se materializan frente ella un muchacho con armadura peleando con un dragón al que arranca una gema desde su corazón tras lograr matarlo gracias a las predicciones de Hitomi, sin embargo ambos son transportados al mundo de Gaea de donde es originario Van.
Gaea es un mundo en un plano alternativo creado por los habitantes de Atlántida cuando comenzó a hundirse en el océano, tiene 100 países diferentes y desde allí la Tierra es visible en el cielo, siendo conocida como "La Luna fantasma". En este mundo medieval de fantasía existe la magia, los hombres bestia, monstruos sobrenaturales y los Guymelef, gigantescos mechas con forma de guerreros armados con espadas y armas blancas pilotados por caballeros y samuráis en las batallas.
Van resulta ser el heredero del reino de Fanelia, quien necesitaba la joya del dragón para pasar la prueba que lo reconocería como legítimo rey y le permitiera comandar a Escaflowne, un legendario guymelef en quien se fusiona la magia y la tecnología más poderosa. Desgraciadamente poco antes de la coronación un ejército de misteriosos guymelef invisibles atacan la ciudad y el reino es destruido logrando escapar Van y Hitomi comenzando así un viaje donde deberán pelear y hacer aliados para restaurar el reino de Fanelia, salvar Gaea y ayudar a Hitomi a regresar a Japón.

## Lista de episodios
1. Destinada a Confesión (La promesa del destino)
2. La chica de la luna fantasma (Gaia, un mundo extraño y lejano)
3. Un espléndido esgrimista (El caballero magnífico)
4. El diabólico chico gentil (El muchacho diabólico)
5. El sello de los Hermanos (El vínculo fraternal)
6. La ciudad de las intrigas
7. Inesperada separación (La separación imprevista)
8. El día en que el ángel voló (El día de la danza del ángel)
9. Memorias de un ser alado (Las alas de la memoria)
10. El príncipe de ojos azules
11. Profecía mortal (La predicción mortal)
12. La puerta secreta (La puerta de los secretos)
13. Rojo destino (El hilo rojo del destino)
14. Heridas peligrosas (La cicatriz del peligro)
15. Paraíso perdido (El paraíso perdido)
16. Los guías
17. El borde del mundo (La edad del mundo)
18. La gravedad del destino (La fuerza del destino)
19. Operación línea dorada de amor (La regla de oro del amor)
20. Falsos juramentos (El engaño)
21. Reacción del destino (El reverso de la medalla)
22. El ángel de alas negras (Alas tenebrosas)
23. Tormentosa premonición (Preludio de tormenta)
24. Elección decisiva (La elección del destino)
25. Zona de absoluta fortuna (La esfera de la felicidad absoluta)
26. Eterno amor (Un recuerdo eterno)

## Película
La película, publicada el 24 de junio de 2000 en Japón, se llamó Escaflowne: The Movie (エスカフローネ Escaflowne: La película?), y está basada en la serie, con algunos cambios en el argumento y la forma en que se desarrollan los personajes, además, algunos de los personajes del seriado son eliminados y se le presta un mayor rol a los pocos que quedan.
En España la película fue distribuida en DVD por Selecta Visión en el 2005.
Hitomi Kanzaki se encuentra en un estado de ánimo muy deprimido. Ella sólo quiere dormir y desaparecer. Su miseria sucede cuando tiene una visión con Folken, que la envía a Gaia. El pueblo de Fanelia piensa que ella es la Diosa Alada, que puede llamar a la legendaria armadura dragón, el Dios de la Guerra, Escaflowne. En Fanelia, el Rey Van, heredero exclusivo del Clan del Dragón Blanco, también está en un estado depresivo. Él hace un juramento de vengarse del Clan del Dragón Negro, que el reino de Van odia. Ahora que la Diosa del Viento finalmente ha aparecido, ella posee el destino del mundo de Gaia en su corazón. Escaflowne conducirá a la paz o a la ruina total a Gaia.

## Reparto
| Personaje               | Actor de voz (Japón) | Actor de voz (España - Serie de TV)                         | Actor de voz (España - película) | Actor de voz (Latinoamérica - Serie de TV) |
| ----------------------- | -------------------- | ----------------------------------------------------------- | -------------------------------- | ------------------------------------------ |
| Hitomi Kanzaki          | Maaya Sakamoto       | Nuria Doménech                                              | Nuria Trifol                     | Alma Wilhelme                              |
| Van Fanel               | Tomokazu Seki        | Jordi Pons                                                  | Ángel de Gracia                  | José Gilberto Vilchis                      |
| Allen Schezar           | Shinichiro Miki      | José Luis Mediavilla                                        | José Posada                      | Óscar Flores                               |
| Dilandau Albatau        | Minami Takayama      | Victòria Pagès (ep. 3, 5-7, 9) Pilar Gefaell (ep. 4, 10-26) | Albert Trifol Segarra            | Víctor Ugarte                              |
| Gadeth                  | Mitsuaki Madono      | Enric Isasi-Isasmendi                                       | Paco Gázquez                     | Genaro Vásquez                             |
| Princesa Milerna/Mirana | Mayumi Iizuka        | Aurora García                                               |                                  | Martha Ceceña                              |
| Merle                   | Ikue Ōtani           | Elisabet Bargalló                                           | Rosa Riba                        | Claudia Mota                               |
| Folken Fanel            | Jouji Nakata         | Pep Sais                                                    | Jordi Ribes                      | Jorge Santos                               |
| Lord Dolkirk/Dornkirk   | Masato Yamanouchi    |                                                             |                                  | Federico Romano                            |
| Dryden Fassa            | Juurouta Kosugi      | Jordi Ribes                                                 | Alfonso Vallés                   | Jorge Ornelas                              |
| Príncipe Chid           | Minami Takayama      | Geni Rey                                                    |                                  | Rebeca Gómez                               |
| Princesa Eries/Elise    | Yuri Amano           | Pilar Gefaell                                               |                                  | Pilar Escandón                             |
| Princesa Marlenne       | Sakurako Kishiro     |                                                             |                                  | Ada Morales                                |
| Naria                   | Yuri Amano           | Pilar Gefaell                                               |                                  | Ruth Toscano                               |
| Leon Shezar             | Takaya Hashi         |                                                             |                                  | Víctor Mares (†)                           |
| Selena                  | Minami Takayama      |                                                             |                                  | Rebeca Gómez                               |
| Yukari Uchida           | Mayumi Iizuka        | Elisabet Bargalló                                           | Ángel de Gracia                  | Martha Ceceña                              |
| Jajuka                  | Kouji Tsujitani      | Javier Viñas                                                |                                  |                                            |

## Música
La música, compuesta por Yōko Kanno y Hajime Mizoguchi, apuesta por un estilo decididamente europeo, aunque también incorpora estilos diversos tales como la música contemporánea, la música clásica y el canto gregoriano.